# Frédéric Jérôme de La Rochefoucauld
Frédéric Jérôme de La Rochefoucauld (16. července 1701, Versailles – 29. dubna 1757, Paříž) byl francouzský šlechtic, kněz a diplomat. Jako potomek starobylého šlechtického rodu zastával od mládí vysoké posty v katolické církevní hierarchii. V letech 1729–1757 byl arcibiskupem v Bourges. Za války o rakouské dědictví byl francouzským velvyslancem ve Vatikánu (1744–1748) a v roce 1747 byl jmenován kardinálem.

## Životopis

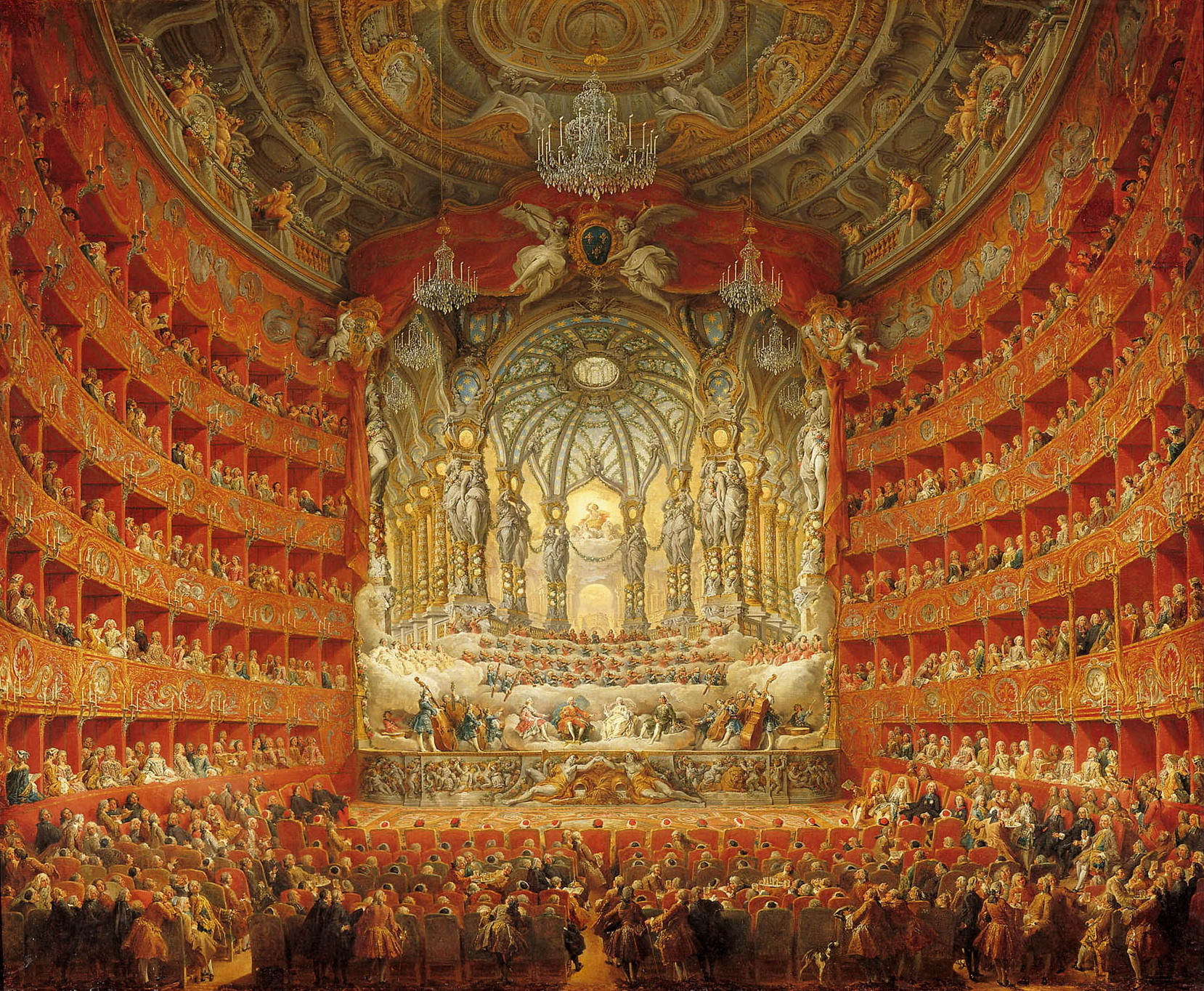
Hudební slavnost pořádaná kardinálem Rochefoucauldem v Římě při příležitosti sňatku dauphina Ludvíka (Giovanni Paolo Pannini, 1747, sbírky Louvru)

Pocházel ze starého a významného rodu de La Rochefoucauld, narodil se na zámku ve Versailles jako mladší syn Françoise de La Rochefoucauld, hraběte de Roucy (1660–1721) a jeho manželky Catherine Françoise d'Arpajon (1670–1716). Od dětství byl předurčen k církevní kariéře, studoval na jezuitské koleji a poté získal doktorát z teologie na pařížské Sorbonně. Již ve velmi mladém věku obdržel několik bohatých prebend, stal se opatem v Saint-Romain de Blaye (1717) a Beauportu (1722). Později se stal generálním vikářem arcidiecéze v Rouenu a v roce 1729 byl jmenován arcibiskupem v Bourges.
Celkem čtyřikrát byl zvolen prezidentem shromáždění kléru (1742, 1750, 1753, 1756) s právem přednostního přístupu ke králi Ludvíkovi XV. V roce 1742 byl dekorován Řádem sv. Ducha a v letech 1742–1745 zastával post velkoalmužníka Francouzského království (Grand Aumônier de France). V roce 1744 byl jmenován francouzským velvyslancem ve Vatikánu, fakticky tam ale odjel až o rok později. V Papežském státě byl činitelem francouzské diplomacie proti Marii Terezii během války o rakouské dědictví. Ještě během pobytu v Římě byl v roce 1747 byl jmenován kardinálem, jako titulární kostel mu byla přidělena bazilika sv. Anežky za hradbami. V roce 1746 usiloval o prestižní post arcibiskupa v Paříži, protože ale v té době pobýval v Římě, byl zvolen jiný kandidát. V roce 1747 obdržel jako další prebendu opatství Cluny. Do Francie se vrátil v roce 1748 a poté žil převážně v Paříži.  Jako duchovní i diplomat proslul svou vzdělaností a umírněnou povahou.
Zemřel v Paříži 29. dubna 1757 ve věku 55 let a byl pohřben v kostele sv. Sulpicia.